# Charlotte Coliseum
Le Charlotte Coliseum (surnommé The Hive) était une salle omnisports située à Charlotte, en Caroline du Nord. L'arène fut fermée en 2005, après l'inauguration de la Time Warner Cable Arena. Le Coliseum était surnommé The Hive (La Ruche en français) en raison du nom de ses locataires qui étaient les Hornets, ce qui signifie frelon.
Ce fut le parquet des Charlotte Hornets (NBA) de 1988 à 2002, des Charlotte Rage (AFL) de 1992 à 1996, des Sting de Charlotte (WNBA) de 1997 à 2005, des Carolina Cobras (AFL) de 2003 à 2004, des 49ers de Charlotte (NCAA basket-ball) de 1988 à 1993 et des Bobcats de Charlotte (NBA) de 2004 à 2005. Le Charlotte Coliseum avait une capacité de 24 042 places pour le basket-ball et 21 684 pour le hockey sur glace dont douze suites de luxe et aucun siège de club.

## Histoire
La construction du Charlotte Coliseum débuta le 21 août 1986 puis se solda le 11 août 1988, soit environ un an après la création des Charlotte Hornets. Le coût d'édification du bâtiment s'éleva à 52 millions de dollars et il fut dessiné par le cabinet d'architectes Odell Associates. À cette époque, la salle était à la pointe de la technologie, avec des suites de luxe et un tableau d'affichage disposant de huit écrans vidéos.
Un jour, peu de temps avant l'ouverture du Coliseum, le tableau d'affichage de plusieurs millions de dollars s'effondra au sol. Cette chute endommagea également le plancher de basket-ball (un parquet de remplacement a été apporté de la Cricket Arena pour ce match).
Le 4 novembre 1988, le premier match NBA est joué à Charlotte et les Hornets perdent 133 à 93 contre les Cavaliers de Cleveland. Le premier concert dans l'arène était celui de Frank Sinatra.
Quand les Hornets firent leur début en NBA en novembre 1988, le Charlotte Coliseum était la plus grande salle de la ligue, avec 24 042 places. Avec une telle capacité, les Hornets voulaient mener la NBA en affluence pendant leurs premières saisons dans « The Hive » (La Ruche), mais à la suite de décisions prises par le propriétaire de l'équipe, George Shinn, causées par la diminution de l'affluence lors des rencontres, les Hornets déménagèrent à La Nouvelle-Orléans en 2002.
La salle a organisé son dernier match de basket-ball NBA le 26 octobre 2005, lors d'une partie de pré-saison entre les Bobcats de Charlotte et les Pacers de l'Indiana.
Depuis 2005, la ville de Charlotte s'est munie d'une nouvelle arène, la Time Warner Cable Arena. Cela a provoqué la fermeture du Charlotte Coliseum et la ville vendit la propriété. Le bâtiment fut détruit par implosion le 3 juin 2007.

## Événements
- NBA All-Star Game 1991, 10 février 1991.
- Final Four basket-ball NCAA masculin, 1994.
- Final Four basket-ball NCAA féminin, 1996.
- Tournoi de la Sun Belt Conference (basket-ball masculin), 1989.
- Tournois de la Atlantic Coast Conference (basket-ball masculin).
- WWE Unforgiven, 26 septembre 1999.
- WWE Judgment Day, 18 mai 2003.